# Nova Santa Bárbara
Nova Santa Bárbara este un oraș în Paraná (PR), Brazilia.